# Haplocladium persistens
Haplocladium persistens är en bladmossart som beskrevs av Brotherus 1907. Haplocladium persistens ingår i släktet Haplocladium och familjen Thuidiaceae. Inga underarter finns listade i Catalogue of Life.